# Claudio Moffa
Claudio Moffa ist ein italienischer Historiker und Professor an der Universität Teramo.
Internationale Bekanntheit erlangte er durch geschichtsrevisionistische Äußerungen, insbesondere durch die öffentliche Leugnung des Holocausts. Er behauptete, in Hitlers Deutschland habe es keine Konzentrationslager zur Vernichtung der Juden gegeben, und ferner: „Es gibt keinerlei Dokument Hitlers, in dem er behauptet hat, man solle die Juden vernichten.“ Er vertritt die Meinung, dass Israel als eine der größten politischen Mächte den Holocaust als ideologische Waffe erfunden hat, um dadurch Opferstatus zu erlangen. 2014 zählte er zu den Teilnehmern der revisionistischen und gegen den vermeintlichen Einfluss Israels und der Juden gerichteten 2nd New Horizon Conference in Teheran.

## Schriften
- Saggi di Storia Africana. Milano 1996.
- L’etnia fra invenzione e realtà. Torino 1999.
- Storia dell’Africa. Milano 1999.
- L’Africa alla periferia della Storia. Napoli 1993, Paris 1995.